# Le Mesnil-Vigot
Le Mesnil-Vigot is een voormalige gemeente in het Franse departement Manche in de regio Normandië en telt 212 inwoners (2017). De plaats maakt deel uit van het arrondissement Saint-Lô.

## Geschiedenis
Le Mesnil-Vigot maakte deel uit van het kanton Marigny tot dat op 22 maart 2015 werd opgeheven en werd Le Mesnil-Vigot opgenomen in het op die dag gevormde kanton Saint-Lô-1. Op 1 januari 2017 fuseerde de gemeent met Les Champs-de-Losque en Remilly-sur-Lozon tot de commune nouvelle Remilly Les Marais.

## Geografie
De oppervlakte van Le Mesnil-Vigot bedraagt 3,3 km², de bevolkingsdichtheid is 73,6 inwoners per km².
De onderstaande kaart toont de ligging van Le Mesnil-Vigot met de belangrijkste infrastructuur en aangrenzende gemeenten.

## Demografie
Onderstaande figuur toont het verloop van het inwonertal (bron: INSEE-tellingen).